# Iorjnița, Soroca
Iorjnița este un sat din cadrul comunei Cosăuți din raionul Soroca, Republica Moldova.
Prima atestare documentară s-a produs la 13 mai 1661, sub denumirea Iurgeani.

## Demografie

### Structura etnică
Structura etnică a satului conform recensământului populației din 2004:
| Grup etnic         | Populație | % Procentaj |
| ------------------ | --------- | ----------- |
| Moldoveni / Români | 729       | 98,65%      |
| Ucraineni          | 5         | 0,68%       |
| Ruși               | 5         | 0,68%       |
| Total              | 739       | 100%        |